# Carl Rosier
Carl Rosier (auch Noël-Charles Rosier oder Charles Rosiers genannt; getauft am 26. Dezember 1640 in Lüttich; † vor dem 12. Dezember 1725 in Köln) war ein Komponist und Violinist der Barockzeit.

## Leben
Carl Rosier war ab 1663 Violinist und ab 1668 Vizekapellmeister am Hofe des Churfürsten Maximilian Heinrich, der in Personalunion Fürstbischof von Lüttich war, in dessen Bonner Residenz; in dieser Funktion blieb er bis 1675. Wegen des Holländischen Krieges floh der Churfürst nach Köln, weswegen die Hofkapelle aufgelöst wurde, so konnte Rosier zwischen 1683 und 1699 in den Niederlanden tätig sein. 1697 gründete er mit dem aus Thüringen stammenden Organisten und Komponisten Hendrik Anders (1657–1714), seinen Töchtern Maria Petronella und Maria Anna Rosier (die später den Violinisten Willem de Fesch heiratete) und weiteren Musikern ein „Collegium Musicum“, mit dem sie während des Sommers in Amsterdam und im Winter in Den Haag Konzerte gaben. In Amsterdam wurden auch die meisten Instrumentalwerke Rosiers gedruckt.
Der Kölner Stadtrat berief ihn 1699 zum Domkapellmeister, 1701 ebenfalls zum Ratskapellmeister. Diese Stellungen hatte er bis zu seinem Tod im Jahr 1725 inne.
Carl Rosier komponierte Motetten, zahlreiche Messen im konzertierenden Stil, er ist jedoch vor allem durch seine Instrumentalmusik bekannt. Seine sehr unterschiedlich besetzten Sonaten und Partien lehnen sich an die italienische Sonata da camera und die französische Ouvertürensonate in Suitenform an.

## Werk
- Cantiones sacrae I (1667)
- Cantiones sacrae II (1668); beide Sammlungen bestehen aus drei- und vierstimmigen Motetten, mit Instrumental- und Generalbass-Begleitung.
- Etwa 12 Messen
- Antwerpsche vrede vreught für 3 Violinen und Bratsche ohne Bass (Amsterdam, 1679)
- Pièces choisies à la manière italienne (12 Triosonaten) für 2 Flöten oder Violinen und B. c. (Amsterdam, 1691)
- 14 Sonaten für Oboe oder Trompete, 2 Violinen, Bratsche und Generalbass (Amsterdam, 1697)
- 8 Sonaten für Flöte und B. c. (Autorenschaft ungesichert)
- Frantzösische Partien a 3 (Augsburg, 1710) (verschollen)